# Яшкинська сільська рада
Я́шкинська сільська рада (рос. Яшкинский сельский совет) — сільське поселення у складі Червоногвардійського району Оренбурзької області Росії.
Адміністративний центр — село Яшкино.

## Населення
Населення — 965 осіб (2019; 1099 в 2010, 1509 у 2002).

## Склад
До складу сільської ради входять:
| Населений пункт    | Населення, осіб (2002) | Населення, осіб (2010) |
| ------------------ | ---------------------- | ---------------------- |
| Горний, селище     | 32                     | 26                     |
| Грачовка, село     | 408                    | 270                    |
| Дригин Сад, селище | 76                     | 49                     |
| Майський, селище   | 45                     | 30                     |
| Яшкино, село       | 948                    | 724                    |